# 雙斑溪脂鯉
雙斑溪脂鯉，為輻鰭魚綱脂鯉目脂鯉亞目頂器脂鯉科的其一種，分布於南美洲巴西東北部沿岸淡水流域，體長可達3.2公分，棲息在底中層水域，生活習性不明。